# 遙遠時空3
《遙遠時空3》（日语：遙かなる時空の中で3）是由光榮於2004年12月22日發售的女性向戀愛冒險遊戲。

## 概要
在前作之后大概100年的世界为舞台进行的故事。模仿前作院政期的设定，本作以源平合战的时代为舞台。
能够跳转时空的“命运上书”系统的采用、以历史人物为中心展开的故事、通往恋爱ED的个别路线化，这些使得本作与前2作有较大差异。
《遥远时空3 十六夜记》作为外传要素的Fan Disc于2005年9月22日发售，2006年3月23日，以本篇大团圆ED后续剧情为设定、发生在现代舞台的《遥远时空3 命运迷宫》发售。
2007年12月28日电视动画《遥远时空3 红之月》由Kids Station放送。
2010年1月3日电视动画《遥远时空3 永无止境的命运》由AT-X放送。
此外，本作為系列中最受歡迎的一作，《遥3》系列的銷量合共超過35萬。

## 歷史
遥远时空3
2004年12月22日發售，PlayStation 2遊戲。
遥远时空3 十六夜记
2005年9月22日發售，PlayStation 2遊戲。
遥远时空3 命运迷宫
2006年3月23日發售，PlayStation 2遊戲。
遥远时空3 with 十六夜记 爱藏版
2009年3月19日發售，PlayStation Portable遊戲。
遥远时空3 命运迷宫 爱藏版
2009年10月22日發售，PlayStation Portable遊戲。

## 故事
在一個下雨的冬日，在學校遇到模樣奇特的少年的主人公，在偶然情況下和青梅竹馬的有川將臣以及他的弟弟有川讓一起來到了異世界中。當時正值源平合戰時期。但是，在這個世界裡，與源頼朝率領的源氏對戰的平家由已死的平重盛率領，為了戰勝源氏而放出怨靈。主人公作為能封印怨靈的“白龍神子”，得知如果不靠封印怨靈提高龍神之力則不能回到原來的世界，而與源氏一同行動。

## 遊戲系列

### 《遙遠時空3》
遙3與前兩作相比有極大不同。除了引入命運上書系統之外，女主角望美也是系列中第一個能參與戰鬥的神子。

### 《遙遠時空3 十六夜記》
為遙3本篇的延續，追加蜜月事件，十六夜結局等等的新要素。並要mixjoy才可引繼遙3本篇的存檔。

### 《遙遠時空3 命運迷宮》
以遙3本篇的大團圓結局作背景，講述八葉等人來到現代後的故事。行動模式分為鎌倉部份與迷宮部份。

### 《遙遠時空3　with 十六夜記 愛藏版》
將PS2上的遙遠時空3與遙遠時空3十六夜記合併為一作品，在PSP上推出，追加了結局後日談。

### 《遙遠時空3　命運迷宮 愛藏版》
為PS2命運迷宮的移殖版，追加了結局後日談。

## 登場角色

### 主角
春日 望美
聲 - 川上倫子
年齡：17歲（根據生日設定的不同也可能為16歲）。出身:神奈川縣鎌倉市。身高:160cm。代表花:沙羅雙樹。印象色:薄桃色。
本作的女主角，被選為白龍的神子，穿越到異世界。是系列中第一個能戰鬥的神子，所以設定上比歷代的神子更勇猛。並不想單單被別人保護著而是由自身保護自己，保護同伴，所以決定拿起劍去戰鬥。擁有封印怨靈和戰鬥的力量，為了回到原來的世界而身為「源氏的神子」去與平家戰鬥。

### 八葉
有川 將臣
声 - 三木真一郎
天之青龍。出身：神奈川縣鎌倉市。生日：8月12日。年齡：21歲。血型：A型。身高：183cm。
本作天之白虎・有川譲的哥哥。主人公的青梅竹馬之一和同班同學，在當天和主人公一起穿越到異世界。本來和主人公是同年紀的，可是和主人公不一樣穿越到3年前的異世界。故在和主人公等人再會時已是21歲。
源 九郎義經
聲 - 關智一
地之青龍。生日：11月9日。年齡：22歲。血型：O型。身高：179cm。代表花：毛泡桐。印象色：瑠璃色。
被同父異母的兄長・源頼朝任命為平家討伐軍的總大將。在眾人之間被稱呼為「九郎」。性格正直認真、毫不掩飾，絕對不會懷疑已經放下信任的的同伴或人物。興趣是木彫和釣魚。最初反對身為女性的主人公望美一同跟上戰場。打從心底尊敬身為源氏棟梁的頼朝，故此從小時候開始已經為了與兄長一起打倒平家，協助兄長建立和平的世界這個夢想而奮鬥著，努力修練劍術等的武藝，學習兵法。雖然死板的性格導致九郎有時候也會有點不懂變通，但其實是一個心地善良、誠實的好青年。和主人公望美一樣，也是跟地之玄武－利茲·凡學習劍術，所以和望美是師兄妺的關係。和在十六夜記新登場的角色藤原泰衡是從前在平泉的舊朋友，泰衡所飼養的狗，「金」，也是九郎從前在平泉拾獲的流浪狗。
而在命運迷宮中的九郎，因為第一次看到現代的科技所以十分不習現代的生活，經常對現代的各種文明感到驚訝。和在異世界時一樣，在現代的他也沒有疏於修練劍術。
希諾耶
声 - 高橋直純
天之朱雀。出身：熊野（異世界）。生日：4月1日。年齡：17歲。血型：B型。身高：170cm。
武藏坊 辨慶
聲 - 宮田幸季
地之朱雀。出身：熊野（異世界）。生日：2月11日。年齡：25歲。血型：A型。身高：175cm。
有川 讓
声 - 中原茂
天之白虎。出身：神奈川縣鎌倉市。生日：7月17日。年齡：16歲。血型：O型。身高：180cm。
梶原 景时;
声 - 井上和彥
地之白虎。出身：鎌倉（異世界）。生日：3月5日。年齡：27歲。血型：AB型。身高：186cm。
平 敦盛
声 - 保志總一朗
天之玄武。出身：京（異世界）。生日：5月28日。年齡：18歲。血型：A型。身高：165cm。
利茲·凡（Ridvan）
声 - 石田彰
地之玄武。出身:俱梨伽羅巔(異世界)的属于鬼的避世的荒村。生日：1月9日。年齡：34歲。血型：B型。身高：193cm。

### 龍神關係者
白龍
声 - 成長前：大谷育江/成長後：置鮎龍太郎
傳喚了主角的龍神。喪失力量，化為人的身姿。身高：130cm(成長前)/185cm(成長後)。
梶原 朔
声 - 桑島法子
与主角相對的黑龍神子。出身:鐮倉(異世界)。生日：5月10日。年齡：18歲。血型：AB型。身高：163cm。
黑龍
声 - 成長前：？？？/成長後：置鮎龍太郎

### 源氏
源 赖朝
声 - 石井康嗣
年齡：38歲。血型：AB型。身高：183cm。
北条 政子
声 - 川村万梨阿
出身：鎌倉（異世界）。年齡：28歲。血型：O型。身高：158cm。

### 平家
平 清盛
声 - 淺川悠

平 知盛
声 - 濱田賢二
出身 - 京（異世界）。生日：9月23日。年齡：25歲。血型：B型。身高：183cm。
平 经正
声 - 花輪英司

平 惟盛
声 - 松田佑貴

平 忠度
声 - 内田直哉

二位之尼
聲 - 野澤由香裡

安德天皇
声 - 遠藤綾

### 十六夜記的登場角色
銀
声 - 濱田賢二
生日：9月24日。年齡：24歲。血型：B型。身高：183cm。
藤原 泰衡
声 - 鳥海浩輔
年齡：22歲。血型：B型。身高：180cm。
藤原 秀衡
声 - 室園丈裕
年齡：63歲。身高：175cm。象徵物是下來紫藤。代表色是黑·金。
金

### 命運迷宮的登場角色
幻影
声 - 淺川悠

## 用語
请参照遙遠時空。

## 製作人員
- 總括 - Ruby Party（KOEI）
- 人物设计 - 水野十子

## 電視動畫

### 紅之月
於2007年12月28日在電視台KIDS STATION上做為特別節目放送。全一集。擔當聲優與遊戲相同。

#### 製作人員（紅）
- 監督 - 篠原俊哉
- 脚本 - 山田由香
- 人物设计・總作畫監督 - つなきあき（日语：つなきあき）
- 美術監督 - 柴田千佳子
- 音響監督 - 本田保則
- 音響製作 -
- 音樂 - 平野義久
- 音樂製作 -
- 動畫製作 -

#### 主題曲（紅）
片头曲「紅の月」
作詞 - 田久保真見 / 作曲 - 中西亮輔 / 編曲 - m-takeshi
歌 - 希諾耶（声：高橋直純）、武藏坊辨庆（声：宮田幸季）、平敦盛（声：保志總一朗）
片尾曲「独自在逆风的时空中」
作詞 - 田久保真見 / 作曲 - 飯塚昌明 / 編曲 - 津田孝平
歌 - 有川將臣（声：三木真一郎）

#### 概要（紅之月）
和一、二代動畫不同的是，這次的故事以戀爱為主，故此大幅減少了八葉中將臣以外的其他七人的出場時間。

### 永無止境的命運
於2010年1月3日開始在AT-X放送。

#### 概要（永無止境的命運）
紅之月的續篇，也是遙3最後一次的動畫化。這次和紅之月不一樣以九郎為中心。另外，DVD版收錄了TV版未播放的壇之埔篇，限定版更特別收錄了各個角色的戀愛結局映像，聲優對談等。

#### 製作人員（永）
- 總監督、動畫人物設計 -
- 監督 -
- 劇本 -
- 音樂 - 平野義久
- 音響監督 - 本田保則
- 美術監督 - 柴田千佳子
- 色彩設計 - 有尾由紀子
- 攝影監督 - 松崎信也
- 編輯 - 坪根健太郎
- 音響製作 -
- 音樂製作 -
- 動畫製作 -

#### 主題曲（永）
片头曲「閃耀之月」
作詞 - 末永茉己 / 作曲、編曲 - 島崎貴光
歌 - 希諾耶（声：高橋直純）、梶原景時（声：井上和彥）
片尾曲「悠久的月光」
作詞 - 菊池操 / 作曲 - YUPA / 編曲 - 牧野信博
歌 - 有川將臣（声：三木眞一郎）、源九郎義經（声：關智一）
插入曲「濁流之畔 清流之淵」
作詞 - 森由裡子 / 作曲、編曲 - 島崎貴光
歌 - 梶原景時（声：井上和彥）

## 商品

### CD
BGM集
- 遥远时空3 原声带

廣播劇CD
- 遥远时空3 薄月夜一 ～黎明之章～
- 遥远时空3 薄月夜二 ～黄昏之章～

有声混合CD
- 遥远时空3 黎明之歌
- 遥远时空3 十六夜記 月之雫
- 遥远时空3 花月之宵
- 遥远时空3 雪待月
- 遥远时空3 朧月夜
- 遥远时空3 红之月 第一夜
- 遥远时空3 红之月 第二夜
- 遥远时空3 红之月 Vocal Collection
- 遥远时空3 with 十六夜記 愛蔵版 ～東雲月～
- 遥远时空3 ～永无止境的命运～ Vocal集 永别的樱月

### 書籍
- 遥远时空3 官方导航手册
- 遥远时空3 完全导航手册
- 遥远时空3 专家导航手册
- 遥远时空3 十六夜記 完全导航手册
- 遥远时空3 神子真書
- 遥远时空3 Visual Book
- 遥远时空3 十六夜記 Visual Book
- 遙かなる時空の中で3 源平まるわかりBOOK
- 遙かなる時空の中で3 十六夜記 源平まるわかりBOOK
- 遥远时空3 红之月（GAMECITY文庫）

## 內部連結
- 新羅曼史系列
- 遙遠時空

## 外部連結
- （日語）遥远时空3 官方网站 （页面存档备份，存于）
- （日語）遥远时空3 十六夜记 官方网站 （页面存档备份，存于）
- （日語）遥远时空3 命运迷宫 官方网站 （页面存档备份，存于）
- （日語）遥远时空3 with 十六夜记 爱藏版 官方网站 （页面存档备份，存于）
- （日語）遥远时空3 命运迷宫 爱藏版 官方网站 （页面存档备份，存于）
- （日語）遥远时空3 红之月 官方网站 （页面存档备份，存于）
- （日語）遥远时空3 永无止境的命运 官方网站 （页面存档备份，存于）